# Don Nickles
Donald Lee Nickles (Ponca City, Oklahoma, Estados Unidos, 6 de diciembre de 1848), conocido simplemente como Don Nickles, es un político estadounidense que ocupó el cargo de senador de los Estados Unidos por Oklahoma de 1981 hasta 2005. Miembro del Partido Republicano, su ideología se caracterizaba por ser conservadora.

## Primeros años
Nickles nació y creció en Ponca City, Oklahoma y fue hijo de Coweene Bryan y de Robert C. Nickles. Asistió a escuelas públicas de su ciudad natal y se graduó del Instituto de Ponca City en 1967. Para ayudar a financiar sus estudios universitarios en la Universidad del Estado de Oklahoma, Nickles y su mujer, Linda Lou Morrison instituyeron una empresa de servicios de limpieza en la ciudad de Stillwater. Fue también miembro de la fraternidad Beta Theta Pi en la Universidad del Estado de Oklahoma y se licenció en administración de empresas en 1971. 
Después de la universidad, empezó a trabajar para Nickles Machine Corporation en Ponca City, una empresa fundada en 1918 por su abuelo, Clair Nickles. Don Nickles logró ocupar el cargo de vicepresidente y mánager general de la compañía. Militó además en la Guardia Nacional de Kansas y en la Guardia Nacional de Oklahoma de 1970 hasta 1976.
Nickles experimentó la muerte de su padre con apenas 12 años, hecho que fue un duro golpe para la familia. Parte de la empresa familiar tuvo que ser vendida y así alcanzar a pagar el impuesto sobre sucesiones del país.
En 1978 y con 29 años, Nickles obtuvo su primer cargo político tras su elección en el Senado de Oklahoma. Dos años más tarde, se convertiría a la edad de 31 años en el republicano más joven de la historia en ser elegido para el Senado de los Estados Unidos.

## Senado de los Estados Unidos

### Ocupación del cargo

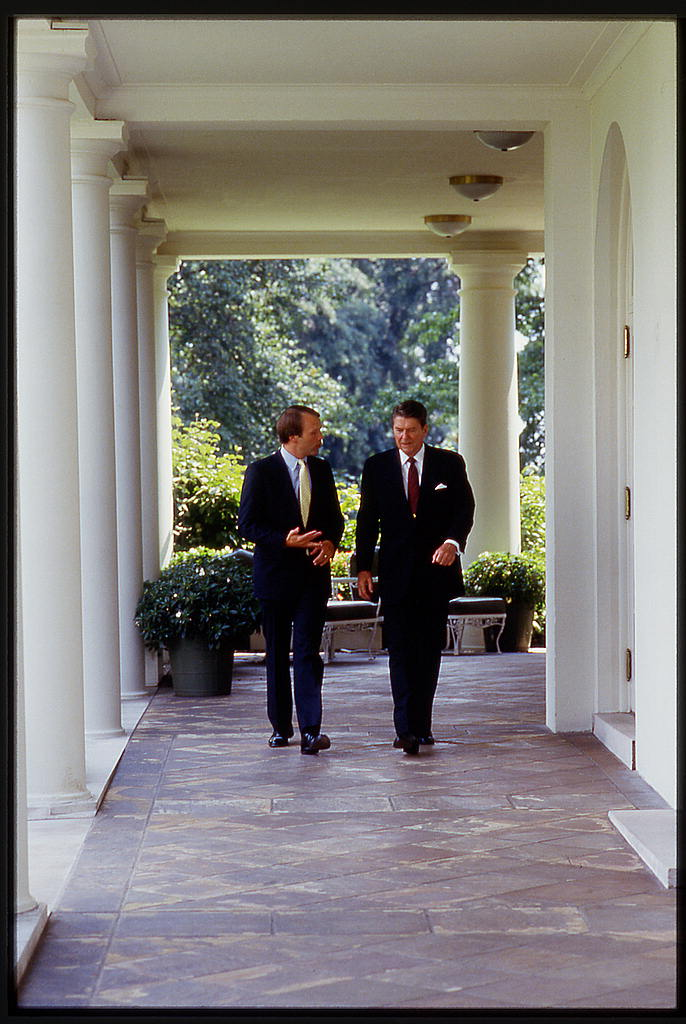
Nickles con el presidente Ronald Reagan en 1986

Durante su cargo, Nickles impulsó leyes para reducir impuestos, reducir gastos gubernamentales, promover la defensa nacional o sofocar lo que él consideraba una gran hostilidad del gobierno hacia la religión. Además, motivó la Ley de Defensa del Matrimonio, que permitía a los estados no reconocer matrimonios de un mismo sexo llevados a cabo en otros estados.
Como líder republicano, Nickles pidió la dimisión de su compañero de partido Trent Lott, después de que alabara las declaraciones insensibles a la segregación racial del político y abogado Strom Thurmond. La Federación Nacional de Empresas Independientes elogió a Nickles por incluir en el presupuesto del Senado de 2005 un suministro que aceleraría por un año el proceso de reversión del impuesto sobre la sucesión de patrimonio. 
Nickles fue uno de los muchos republicanos que en 1981 contactó con la Casa Blanca para expresar su descontento por la nominación de Sandra Day O'Connor a la Corte Suprema de los Estados Unidos. Nickles dijo que él y otros senadores republicanos socialmente conservadores no apoyarían a O'Connor debido a su "presunta falta de voluntad" para revocar la decisión sobre el aborto del caso Roe contra Wade en 1973.
Durante un mitin de 1986 en la Universidad de Oklahoma, el presidente Ronald Reagan lo llamó accidentalmente Don Rickles, conocido comediante estadounidense. Más tarde, el presidente fue advertido de su error, quien lo encontró divertido.
Nickles fue un de los tres senadores que votó en contra de la confirmación de la jueza Ruth Bader Ginsburg y uno de los nueve que votó en contra de la confirmación de Stephen Breyen en la Corte Suprema.

### Liderazgo
Nickles ascendió rápidamente al liderazgo de la parte republicana del Senado, ejerciendo como presidente del Comité Nacional Republicano del Senado en su 101.º congreso o del Comité de las Políticas del Partido Republicano en su 102.º, 103º y 104º congresos. Más tarde, Nickles ocuparía el cargo de presidente del Comité para el Presupuesto del Senado en su 108º congreso. Además, fue un de los candidatos a la vicepresidencia presentados por Bob Dole durante su candidatura por el Partido Republicano a las elecciones de 1996, aunque finalmente se eligiera a Jack Kemp, de Nueva York.
En diciembre de 2002, Nickles se vio envuelto en la controversia relacionada con el líder republicano Trent Lott. Durante la celebración del centésimo cumpleaños del senador Strom Thurmond, se supo que Lott había hecho declaraciones potencialmente insensibles con el racismo. Tras el incremento de la controversia, Nickles fue el primer líder republicano en opinar públicamente a través de la televisión nacional que Lott debía de dimitir. A pesar de las numerosas disculpas por sus declaraciones, Lott dejó su cargo poco después, siendo sucedido por Bill Frist, de Tennessee.
Nickles fue reelegido en 1986, 1992 y 1998. Fue, además, senador veterano por Oklahoma de 1994 hasta 2005.

## Carrera posterior al Senado
El 7 de octubre de 2003, Nickles anunció de que no se presentaría de nuevo a las elecciones de 2004. El republicano Tom Coburn fue elegido para sucederle.
Tras su retiro, Nickles fundó Nickles Group, un grupo de consultoría gubernamental en Washington D.C. Ejerce asimismo con cargos en directivas de diferentes empresas públicas, como Chesapeake Energy, en Oklahoma City.
Nickles fue uno de los políticos que aparecen en la película estadounidense Traffic (2000), dando su opinión acerca de la guerra contra las drogas.

## Familia
Nickles y su esposa, Linda, tienen cuatro hijos.

## Otras fuentes
- "Nickles y McCaleb intentan sabotear el servicio Amtrak de Oklahoma y optan por Yugo en lugar de Cadillac". Senado del estado de Oklahoma. División de Comunicaciones, Capitolio del Estado. 24 de mayo de 1999.
- Directorio biográfico del Congreso estadounidense, 1774–1996. Alexandria, Va.: Directorios del personal de CQ, 1997.
- "Donald Nickles." División de Investigación, Sociedad Histórica de Oklahoma, Oklahoma City, Oklahoma.
- Directorio biográfico del Congreso de los Estados Unidos, 1774–1989. Washington D. C.: Imprenta del Gobierno de Estados Unidos, 1989.
- Directorio del Congreso, 106º Congreso, 1999–2000. Washington D. C.: Imprenta del Gobierno de Estados Unidos, 1999.
- Política del Congressional Quarterly en Estados Unidos 2000, 106º Congreso. Philip D. Duncan y Brian Nutting, eds. Washington D. C.: Congressional Quarterly, Inc., 1999.
- Quién es quién en la política estadounidense, 1997–1998. Marqués quién es quién, 1997.

- Datos: Q1239374
- Multimedia: Don Nickles / Q1239374